# Cristi Danileț
Vasilică-Cristi Danileț (n. 14 decembrie 1975, Vatra Dornei, județul Suceava) este un fost judecător din România. A fost membru al Consiliului Superior al Magistraturii între ianuarie 2011 – ianuarie 2017, ales din partea Judecătoriilor. Înainte de anul 2011, a activat la instanțele din Cluj și Oradea, ultima funcție obținută fiind aceea de vicepreședinte al Judecătoriei Oradea. Cristi Danileț a fost, de asemenea, membru în echipa ministrului de Justiție Monica Macovei, fiind și fondatorul "SoJust".

## Activitate profesională
Cristi Danileț și-a început activitatea ca judecător la Judecătoria Vatra Dornei, în anul 1998. Din 15 mai 2001, a activat ca judecător la judecătoria Cluj-Napoca, iar din septembrie 2004 ca judecător al Tribunalului Cluj. Între 18 ianuarie 2005 și 21 mai 2007 a fost detașat la Ministerul Justiției, fiind numit consilier al ministrului justiției din acea vreme, Monica Macovei. După 22 mai 2007 a revenit la Tribunalul din Cluj, fiind apoi numit vicepreședinte la Judecătoria Oradea. În perioada ianuarie 2011 – ianuarie 2017, Cristi Danileț a fost membru al Consiliului Superior al Magistraturii, fiind ales în acest organism la propunerea secției pentru judecători a CSM.
Consiliul Superior al Magistraturii l-a sancționat cu excludere din magistratură de trei ori, însă toate cele trei au fost anulate sau modificate definitiv de Înalta Curte de Casație și Justiție.
Acesta și-a încetat activitatea de judecător, la vârsta de 48 de ani, pe 22 ianuarie 2024, prin pensionare.

## Cărți
- "Corupția judiciară" (carte gratuită, lucrare distinsă cu Premiul „Mircea Manolescu” acordată de Uniunea Juriștilor din România)

## Premii și distincții
- premiu pentru susținerea medierii, acordat de Revista Medierea, ian. 2011.
- premiu de excelență acordat de Editura Universitară pentru lucrarea Ghid de mediere, august 2010;
- premiul pentru activitatea publicistică și susținerea medierii, acordat de pagina de internet "medierea.ro", 5 ian. 2010;
- premiul „Mircea Manolescu”, acordat de Uniunea Juriștilor din România pe 18 dec. 2009, pentru lucrarea Corupția și anticorupția din sistemul juridic;
- premiul pentru cel mai apreciat judecător de la Tribunalul Cluj, acordat de Baroul Cluj, 15 mai 2009;
- premiul de excelență pentru activitatea în reforma justiției, acordat de publicația Gardianul de Transilvania și Banat, în cadrul Galei Premiile Media de Excelenta 2008, Cluj-Napoca, 29 mai 2008;
- premiul de excelență acordat de publicația Gazeta de Cluj, pe 17.XII.2007;
- mențiune la concursul de referate cu tema „Corupția văzută din interior’’, organizat de Institutul Național al Magistraturii și Asociația Alternative Sociale, în cadrul proiectului „Promovarea integrității magistraților și creșterea încrederii publicului în sistemul de justiție”, finanțat de Ambasada Britanică la București, 20 iunie 2008;
- premiul pentru comportament civic și participare publică acordat asociației "SoJust" pentru raportul Sistemul juridic din România, 2006, de Gala Societății Civile, iunie 2007;
- nominalizat între primii 5 magistrați în cadrul Galei 10 pentru Cluj din 2005.

## Proiecte finalizate
- Proiectul inter-instituțional Vin Codurile ! pentru adaptarea Justiției românești la realitate intrării în vigoare a noilor coduri civile și penale.